# Carlos Iaconelli

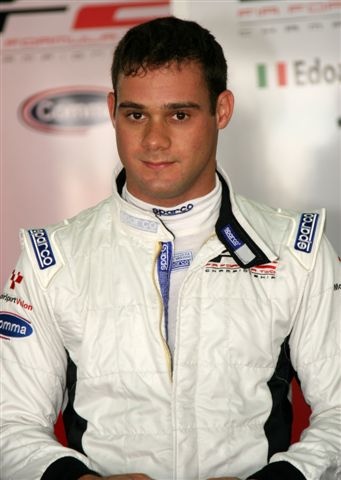
Carlos Iaconelli (2009)

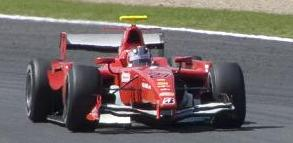
Carlos Iaconelli für BCN Competición fahrend in Magny-Cours in der GP2-Serie 2008

Carlos Iaconelli (* 26. Juni 1987 in São Paulo) ist ein ehemaliger brasilianischer Automobilrennfahrer.

## Karriere
Wie die meisten Motorsportler begann Iaconelli seine Karriere im Kartsport. 2004 wechselte er in den Formelsport und startete sowohl in der brasilianischen Formel Renault, in der er Vierter wurde, als auch in der südamerikanischen Formel 3, die er auf Platz fünf in der Gesamtwertung beendete. Im Jahr 2005 nahm er an sechs Rennen der spanischen Formel 3 teil. Im Gesamtklassement belegte Iaconelli, der für das GTA-Team startete, den 20. Platz. Ebenso startete er bei einigen Rennen der italienischen Formel Renault und dem Formel Renault 2.0 Eurocup. Des Weiteren gab der Brasilianer für den österreichischen Rennstall Interwetten.com sein Debüt in der Formel Renault 3.5.
2006 nahm Iaconelli erneut an der Formel Renault 3.5, in der er für drei Teams – EuroInternational, Comtec Racing und GD Racing – startete, an insgesamt zwölf Rennen teil. Er konnte keine Punkte erzielen. Ebenfalls startete er für Elide bei fünf Rennen der spanischen Formel 3 und belegte den zwölften Platz in der Gesamtwertung. In der Saison 2007 sollte Iaconelli ursprünglich erneut für Interwetten.com in der Formel Renault 3.5 starten. Allerdings wurde er dort einen Monat vor Saisonbeginn durch den Russen Daniil Mowe ersetzt. Der Brasilianer wechselte daher zu Pons Racing und belegte am Saisonende den 21. Platz.
Nachdem Iaconelli 2008 bereits in der Internationalen Formel Master fuhr, wurde er im Juni von BCN Competición für die laufende Saison der GP2-Serie verpflichtet. Dort ersetzte er den Serben Miloš Pavlović. Sein Teamkollege bei BCN Competition war der Spanier Adrián Vallés. Seine beste Platzierung war Platz elf im Sprintrennen in Valencia. Iaconelli erzielte keine Punkte und belegte den 29. Platz in der Gesamtwertung. Im Oktober 2008 nahm Iaconelli für Durango am ersten Rennwochenende der GP2-Asia-Serie-Saison 2008/2009 in Shanghai teil. 2009 startete Iaconelli in der wiederbelebten Formel 2. Nachdem er mit einem zweiten Platz im ersten Rennen gut in die Saison gestartet war, konnte er im Saisonverlauf nicht mehr an diese Leistung anknüpfen und belegte am Saisonende den elften Platz in der Gesamtwertung. Das letzte Rennwochenende musste der Brasilianer wegen eines grippalen Infektes auslassen.
2010 war Iaconelli zunächst ohne Cockpit und wurde kurz vor dem ersten Rennen der Saison 2010 von Durango für die Auto GP als Ersatz für Giuseppe De Pasquale, der sich bei den Testfahrten vor der Saison eine Handgelenksverletzung zugezogen hatte, verpflichtet. Beim zweiten Rennen in Imola gelang ihm sein erster Sieg im Formelsport außerhalb Südamerikas. Mit zwei weiteren Siegen belegte er am Saisonende den siebten Gesamtrang. 2011 wechselte Iaconelli in den GT-Sport in die Blancpain Endurance Series.

## Statistik

### Karrierestationen
| - 1998–2002: Kartsport - 2003: Brasilianische Formel Sao Paulo - 2004: Südamerikanische Formel 3 (Platz 5) - 2004: Brasilianische Formel Renault (Platz 4) - 2004: Brasilianische Formel Sao Paulo | - 2005: Spanische Formel 3 (Platz 20) - 2006: Spanische Formel 3 (Platz 12) - 2006: Formel Renault 3.5 - 2007: Formel Renault 3.5 (Platz 21) - 2008: GP2-Serie (Platz 29) | - 2009: GP2-Asia-Serie (Platz 30) - 2009: Formel 2 (Platz 11) - 2010: Auto GP (Platz 7) - 2011: Blancpain Endurance Series |